# Sergei Wadimowitsch Botscharnikow
Sergei Wadimowitsch Botscharnikow (russisch Сергей Вадимович Бочарников; englisch Sergey Bocharnikov; * 28. Februar 1988 in Charkiw, Ukrainische SSR, UdSSR) ist ein ehemaliger russisch-belarussischer Biathlet. Seine größten Erfolge waren zwei Titel bei den Biathlon-Europameisterschaften 2020 in Minsk.

## Karriere
Sergei Botscharnikow nahm in Ufa im Rahmen der Junioren-Europameisterschaften an seinem ersten Großereignis teil, wo er zugleich sein erstes internationales Rennen bestritt. Im Einzel lief er auf den 20. Platz. Etwa ein halbes Jahr später nahm er in Oberhof an den Juniorenwettkämpfen im Rahmen der Sommerbiathlon-Weltmeisterschaften 2009 teil und wurde auf Skirollern Fünfter des Sprints und Vierter im Verfolgungsrennen. Bei den Biathlon-Europameisterschaften 2010 in Otepää wurde Botscharnikow Achter im Sprint und 15. des Verfolgers.
Ab 2015 startete Botscharnikow für Belarus.
2022 beendete Botscharnikow seine Karriere. Er ist seitdem als Nachwuchstrainer beim Britischen Biathlonverband angestellt.

## Statistiken

### Weltcupplatzierungen
Die Tabelle zeigt alle Platzierungen (je nach Austragungsjahr einschließlich Olympische Spiele und Weltmeisterschaften).
- 1.–3. Platz: Anzahl der Podiumsplatzierungen
- Top 10: Anzahl der Platzierungen unter den ersten zehn (einschließlich Podium)
- Punkteränge: Anzahl der Platzierungen innerhalb der Punkteränge (einschließlich Podium und Top 10)
- Starts: Anzahl gelaufener Rennen in der jeweiligen Disziplin
- Staffel: inklusive Mixed- und Single-Mixed-Staffeln

| Platzierung | Einzel | Sprint | Verfolgung | Massenstart | Staffel | Gesamt |
| ----------- | ------ | ------ | ---------- | ----------- | ------- | ------ |
| 1. Platz    |        |        |            |             |         |        |
| 2. Platz    |        |        |            |             |         |        |
| 3. Platz    |        |        |            |             |         |        |
| Top 10      |        |        |            |             | 13      | 13     |
| Punkteränge | 4      | 20     | 14         | 2           | 36      | 76     |
| Starts      | 14     | 43     | 26         | 2           | 36      | 121    |

### Olympische Winterspiele
Ergebnisse bei Olympischen Winterspielen:
|                                             | Einzelwettbewerbe | Einzelwettbewerbe | Einzelwettbewerbe | Einzelwettbewerbe | Staffelwettbewerbe | Staffelwettbewerbe |
| Sprint                                      | Verfolgung        | Einzel            | Massenstart       | Herrenstaffel     | Mixedstaffel       |                    |
| ------------------------------------------- | ----------------- | ----------------- | ----------------- | ----------------- | ------------------ | ------------------ |
| Olympische Winterspiele 2018 \| Pyeongchang | 42.               | 37.               | 18.               | –                 | 8.                 | 5.                 |

### Weltmeisterschaften
| Weltmeisterschaft | Weltmeisterschaft | Einzel | Sprint | Verfolgung | Massenstart | Staffel | Mixedstaffel | Single-Mixedstaffel |
| Jahr              | Ort               | Einzel | Sprint | Verfolgung | Massenstart | Staffel | Mixedstaffel | Single-Mixedstaffel |
| ----------------- | ----------------- | ------ | ------ | ---------- | ----------- | ------- | ------------ | ------------------- |
| 2017              | Hochfilzen        | 40.    | 45.    | 40.        | –           | 19.     | 22.          |                     |
| 2019              | Östersund         | 49.    | 73.    | –          | –           | 10.     | 13.          | –                   |
| 2020              | Antholz           | 81.    | 86.    | –          | –           | 9.      | 12.          | –                   |
| 2021              | Pokljuka          | 67.    | 31.    | 53.        | –           | –       | 14.          | –                   |